# Фиш-Хок (Флорида)
Фиш-Хок (англ. Fish Hawk) — статистически обособленная местность, расположенная в округе Хилсборо (штат Флорида, США) с населением в 1991 человек по статистическим данным переписи 2000 года.

## География
По данным Бюро переписи населения США статистически обособленная местность Фиш-Хок имеет общую площадь в 42,48 квадратных километров, из которых 42,22 кв. километров занимает земля и 0,26 кв. километров — вода. Площадь водных ресурсов округа составляет 0,61 % от всей его площади.
Статистически обособленная местность Фиш-Хок расположена на высоте 19 м над уровнем моря.

## Демография
По данным переписи населения 2000 года в Фиш-Хок проживало 1991 человек, 581 семья, насчитывалось 678 домашних хозяйств и 798 жилых домов. Средняя плотность населения составляла около 46,87 человек на один квадратный километр. Расовый состав населённого пункта распределился следующим образом: 91,41 % белых, 4,12 % — чёрных или афроамериканцев, 0,15 % — коренных американцев, 0,80 % — азиатов, 1,46 % — представителей смешанных рас, 2,06 % — других народностей. Испаноговорящие составили 6,08 % от всех жителей статистически обособленной местности.
Из 678 домашних хозяйств в 43,4 % воспитывали детей в возрасте до 18 лет, 76,0 % представляли собой совместно проживающие супружеские пары, в 6,9 % семей женщины проживали без мужей, 14,3 % не имели семей. 10,6 % от общего числа семей на момент переписи жили самостоятельно, при этом 2,7 % составили одинокие пожилые люди в возрасте 65 лет и старше. Средний размер домашнего хозяйства составил 2,94 человек, а средний размер семьи — 3,16 человек.
Население статистически обособленной местности по возрастному диапазону по данным переписи 2000 года распределилось следующим образом: 29,6 % — жители младше 18 лет, 5,6 % — между 18 и 24 годами, 35,7 % — от 25 до 44 лет, 23,1 % — от 45 до 64 лет и 6,0 % — в возрасте 65 лет и старше. Средний возраст жителей составил 35 лет. На каждые 100 женщин в Фиш-Хок приходилось 98,5 мужчин, при этом на каждые сто женщин 18 лет и старше приходилось 96,4 мужчин также старше 18 лет.
Средний доход на одно домашнее хозяйство статистически обособленной местности составил 65 857 долларов США, а средний доход на одну семью — 67 286 долларов. При этом мужчины имели средний доход в 42 321 доллар США в год против 35 662 доллара среднегодового дохода у женщин. Доход на душу населения статистически обособленной местности составил 65 857 долларов в год. 2,0 % от всего числа семей в населённом пункте и 3,3 % от всей численности населения находилось на момент переписи населения за чертой бедности, при этом 3,6 % из них были моложе 18 лет и  — в возрасте 65 лет и старше.